# Wijkia
Wijkia là một chi rêu trong họ Sematophyllaceae.

## Loài
- Wijkia albescens
- Wijkia alboalaris
- Wijkia alstonii
- Wijkia annamensis
- Wijkia baculifera
- Wijkia bessonii
- Wijkia brevifolia
- Wijkia carlottae
- Wijkia ceylonensis
- Wijkia clarkii
- Wijkia clastobryoides
- Wijkia comosa
- Wijkia concavifolia
- Wijkia costaricensis
- Wijkia crossii
- Wijkia cuynetii
- Wijkia deflexifolia
- Wijkia dentigera
- Wijkia extenuata
- Wijkia filifera
- Wijkia filipendula
- Wijkia flagellifera
- Wijkia flagelliformis
- Wijkia gracilis
- Wijkia hornschuchii
- Wijkia jacobsonii
- Wijkia jungneri
- Wijkia laxa
- Wijkia laxitexta
- Wijkia lepida
- Wijkia letestui
- Wijkia macgregorii
- Wijkia madagassa
- Wijkia nivea
- Wijkia pendula
- Wijkia penicillata
- Wijkia pinnata
- Wijkia polymorpha
- Wijkia protensa
- Wijkia radiculosa
- Wijkia rutenbergii
- Wijkia sublepida
- Wijkia subnitida
- Wijkia surcularis
- Wijkia tanytricha
- Wijkia trichocolea
- Wijkia trichocoleoides